# Исаев, Канатбек Кедейканович
Канатбек Кедейканович Исаев (род. 7 февраля 1975, Калиновка, Киргизская ССР, СССР) — киргизский политический деятель, с 13 октября 2020 года по 4 ноября 2020 года Торага Жогорку Кенеша, лидер политической партии «Кыргызстан» с мая 2015 года.

## Биография
В 1996 году окончил учётно-коммерческий факультет Киргизского государственного национального университета им. Ж. Баласагына по специальности «товароведение».
В 2008—2010 гг. был мэром города Токмок.
В 2010 году избран депутатом Жогорку Кенеша V созыва. С декабря 2010 года по июнь 2012 года возглавлял депутатскую фракцию «Республика». Также в 2010—2012 гг. был Председателем первой в истории коалиции фракций парламентского большинства «Единство и развитие», «Биримдик» (Единство).
С мая 2013 года был председателем депутатской группы «Ынтымак» в Жогорку Кенеше Киргизской Республики.
В 2013—2015 годах работал губернатором Чуйской области.
9 июля 2015 года на III съезде политической партии «Кыргызстан» избран ее лидером. На парламентских выборах 4 октября 2015 года партия «Кыргызстан» уверенно заняла 3-место и прошла в Жогорку Кенеш Киргизской Республики, и вследствие чего К. Исаев по списку партии избран депутатом VI созыва Жогорку Кенеша. Затем, в 2015—2016 гг. был лидером парламентской фракции «Кыргызстан». 14 сентября 2016 года был избран Председателем коалиции парламентского большинства. 22 сентября 2019 года на VI съезде партии повторно переизбран ее лидером (на второй срок, до 2023 года).
13 октября 2020 года после акций протеста был избран председателем Жогорку Кенеша (парламента).
15 октября 2020 года стал исполняющим обязанности президента Киргизской Республики, но через несколько часов после этого отказался от их исполнения. Исполнение обязанностей президента перешло к премьер-министру Кыргызстана С. Н. Жапарову.

## Личная жизнь
Женат, отец пятерых детей.

## Награды
- Почётная грамота Совета МПА СНГ (18 апреля 2019 года, Межпарламентская ассамблея СНГ) — за активное участие в деятельности Межпарламентской Ассамблеи и её органов, вклад в укрепление дружбы между народами государств — участников Содружества Независимых Государств[7]